# Борисовцы
Бори́совцы — опустевшая деревня в Унинском районе Кировской области России.

## География
Располагается на расстоянии примерно 21 км по прямой на восток-северо-восток от райцентра поселка Уни.

## История
Известна с 1873 года как деревня Борисовцы или Староверы, в которой дворов 16 и жителей 135, в 1905 (деревня Яраны-Шудзи или Борисовское) 29 и 184, в 1926 (Борисовцы) 31 и 148, в 1950 28 и 129, в 1989 году здесь проживало 24 человека. Проживали в деревне русские староверы. До 2021 года входила в состав Унинского городского поселения до его упразднения.

## Население
Постоянное население составляло 4 человека (все — русские) в 2002 году, 0 в 2010.